# 剑南街道 (绵竹市)
剑南街道，原为剑南镇，是中华人民共和国四川省德阳市绵竹市下辖的一个乡镇级行政单位。2019年12月，撤销剑南镇、西南镇和板桥镇，设立剑南街道，以原剑南镇滨河西路社区、大东街社区、五路口社区、三星街社区、大南路社区、迎祥街社区、仿古街社区和原西南镇及原板桥镇所属行政区域为剑南街道的行政区域，原剑南镇回澜社区、紫岩路社区、茂泉社区、玉马社区、天河社区所属行政区域为紫岩街道的行政区域。

## 行政区划
剑南街道下辖以下地区：
大东街社区、迎祥街社区、仿古街社区、三星街社区、大南路社区、五路口社区、滨河西路社区、回澜社区、紫岩社区、天河社区、茂泉社区和玉马社区。

## 特产
剑南春酒：中国地理标志产品。以高梁、大米、糯米、小麦、玉米“五粮”为原料，用小麦制成中高温曲，泥窖固态低温发酵，采用续糟配料，混蒸混烧，量质摘酒，原度贮存，精心勾兑等工艺。